# Argyractis nitens
Argyractis nitens là một loài bướm đêm trong họ Crambidae.